# Associazione Calcio Legnano 2009-2010
Questa pagina raccoglie le informazioni riguardanti l'Associazione Calcio Legnano nelle competizioni ufficiali della stagione 2009-2010.

## Stagione

L'emblema in uso fino al fallimento del 2010

Con l'obiettivo della promozione in Serie C1, la rosa viene rafforzata grazie agli innesti del portiere Claudio Furlan, dei difensori David Silva Fernandes, Federico Zaccanti, Alessandro Marchetti e Alessandro Merlin, dei centrocampisti Giovanni Arioli, Alessandro Monticciolo, Simone Minincleri, Davide Bianchi, Sergiu Suciu, Matteo Leto Colombo, Stefano Capellupo e Stefano Fioroni e degli attaccanti Nicola Bisso, Denis D'Onofrio, Antonio Gaeta e Alessandro Pontarollo. Vengono invece ceduti il portiere Raffaele Ioine, i difensori Cristian Maggioni, Jonathan Rossini, Fabio Vignati, Francesco Battaglia, Matteo Bertoli e Solomon Enow, i centrocampisti Alessandro Bosio, Matteo Lombardo, Giacomo Chiazzolino, Fabio Roselli, Luca Nizzetto e Simonluca Agazzone e gli attaccanti Thomas Albanese, Laurent Lanteri, Alessandro Romeo e Francesco Virdis.
Il Legnano chiude la stagione 2009-2010 al terzo posto in classifica nel girone A di Lega Pro Seconda Divisione con 57 punti. Il torneo viene vinto con 63 punti dal Südtirol, che ottiene la promozione diretta in Lega Pro Prima Divisione, mentre la seconda promossa è lo Spezia, che invece vince i play-off proprio contro il Legnano. Ai Lilla, in questo campionato, vengono comminati 2 punti di penalizzazione, uno per irregolarità amministrative e uno per violazione delle norme Co.Vi.Soc. Invece, in Coppa Italia Lega Pro, il Legnano giunge al quarto posto nel girone B, risultato che non gli permette di passare al turno successivo.
Al termine della stagione 2009-2010, dopo novantasette anni, si interrompe temporaneamente la lunga storia del Legnano con il fallimento della società e la conseguente radiazione da tutti i campionati. Il 7 maggio 2015 l'Associazione Sportiva Dilettantistica Legnano 1913 Calcio, sodalizio sportivo fondato nel 2011 che ha in parte utilizzato i simboli e i colori del vecchio Legnano, ha riacquisito ufficialmente il nome e gli emblemi della società storica assumendo la denominazione di Associazione Calcio Dilettantistica Legnano.

## Divise e sponsor
| Casa |

## Organigramma societario
Area direttiva
- Presidente: Giuseppe Resta, poi Giacomo Tarabbia, in seguito Alessio Fiore

Area tecnica
- Allenatore: Giuseppe Scienza

## Rosa
| N. |                   | Ruolo | Calciatore          |
| -- | ----------------- | ----- | ------------------- |
|    | Italia (bandiera) | C     | Giovanni Arioli     |
|    | Italia (bandiera) | C     | Davide Bianchi      |
|    | Italia (bandiera) | A     | Nicola Bisso        |
|    | Italia (bandiera) | C     | Stefano Capellupo   |
|    | Italia (bandiera) | D     | Manuel Cilona       |
|    | Italia (bandiera) | A     | Alessandro Comi     |
|    | Italia (bandiera) | A     | Simone Dell'Acqua   |
|    | Italia (bandiera) | A     | Denis D'Onofrio     |
|    | Italia (bandiera) | C     | Stefano Fioroni     |
|    | Italia (bandiera) | P     | Claudio Furlan      |
|    | Italia (bandiera) | A     | Antonio Gaeta       |
|    | Italia (bandiera) | A     | Antonio Lamenza     |
|    | Italia (bandiera) | C     | Matteo Leto Colombo |
|    | Italia (bandiera) | C     | Pietro Maglio       |

| N. |                    | Ruolo | Calciatore             |
| -- | ------------------ | ----- | ---------------------- |
|    | Italia (bandiera)  | D     | Alessandro Marchetti   |
|    | Italia (bandiera)  | D     | Lorenzo Marietti       |
|    | Italia (bandiera)  | D     | Alessandro Merlin      |
|    | Italia (bandiera)  | C     | Simone Minincleri      |
|    | Italia (bandiera)  | C     | Alessandro Monticciolo |
|    | Italia (bandiera)  | A     | Alessandro Pontarollo  |
|    | Italia (bandiera)  | P     | Luca Redaelli          |
|    | Italia (bandiera)  | P     | Gregorio Papa          |
|    | Francia (bandiera) | C     | Gomes Rodrigues        |
|    | Brasile (bandiera) | D     | David Silva Fernandes  |
|    | Italia (bandiera)  | D     | Roberto Simone         |
|    | Romania (bandiera) | C     | Sergiu Suciu           |
|    | Italia (bandiera)  | D     | Federico Zaccanti      |
|    | Italia (bandiera)  | C     | Giorgio Zaninetti      |

## Risultati

### Campionato

#### Girone di andata
| Arbitro: | Oliveri (Palermo) |

|           |           |                            |
| Bisso 66’ | Marcatori | 4’ M. Mancusu 38’ Cordeddu |

| Arbitro: | Romani (Modena) |

|                  |           |  |
| De Lorentiis 31’ | Marcatori |  |

| Arbitro: | D'Alesio (Forlì) |

|                                     |           |           |
| M. Moro 24’ Lazzaro 54’ Beretta 74’ | Marcatori | 13’ Suciu |

| Legnano 13 settembre 2009 4ª giornata | Legnano            | 0 – 0 | Olbia | Stadio Giovanni Mari\| Arbitro: \| Barbiero (Vicenza) \| |
| Arbitro:                              | Barbiero (Vicenza) |       |       |                                                          |

| Arbitro: | Albertini (Ascoli Piceno) |

|               |           |                                 |
| Lorenzini 22’ | Marcatori | 47’ Leto Colombo 55’, 85’ Bisso |

| Arbitro: | Belardi (San Giovanni Valdarno) |

|  |           |                       |
|  | Marcatori | 47’, 64’, 73’ Panizza |

| Arbitro: | Moretti (Bari) |

|                          |           |                  |
| Cilona 30’ D'Onofrio 85’ | Marcatori | 5’, 72’ Albanese |

| Arbitro: | Lobina (Cagliari) |

|  |           |                                         |
|  | Marcatori | 47’ (aut.) Vettori 78’ (rig.) D'Onofrio |

| Arbitro: | Peretti (Verona) |

|           |           |  |
| Bisso 24’ | Marcatori |  |

| Arbitro: | Bellutti (Trento) |

|          |           |                |
| Cocco 6’ | Marcatori | 11’, 49’ Bisso |

| Legnano 1º novembre 2009 11ª giornata | Legnano            | 0 – 0 | Valenzana | Stadio Giovanni Mari\| Arbitro: \| Giorgetti (Cesena) \| |
| Arbitro:                              | Giorgetti (Cesena) |       |           |                                                          |

| Arbitro: | La Penna (Roma) |

|  |           |               |
|  | Marcatori | 69’ Rodrigues |

| Arbitro: | Zeoli (Napoli) |

|               |           |                |
| Marchetti 27’ | Marcatori | 58’ Pietranera |

| Arbitro: | Saia (Palermo) |

|  |           |                          |
|  | Marcatori | 19’ Arioli 47’ D'Onofrio |

| Arbitro: | Monaco (Tivoli) |

|                                           |           |  |
| Arioli 15’ Leto Colombo 47’ Marchetti 79’ | Marcatori |  |

| Arbitro: | Costantini (Perugia) |

|                 |           |                          |
| De Filippis 84’ | Marcatori | 33’, 42’ Gaeta 79’ Bisso |

| Arbitro: | Giallanza (Catania) |

|                         |           |  |
| Rodrigues 58’ Bisso 90’ | Marcatori |  |

#### Girone di ritorno
| Arbitro: | Del Giovane (Albano Laziale) |

|                        |           |  |
| Steri 29’ Lombardo 46’ | Marcatori |  |

| Arbitro: | Buttarelli (Ciampino) |

|                       |           |                            |
| Gaeta 49’, 75’ (rig.) | Marcatori | 18’ Murante 90’ M. Scapini |

| Arbitro: | Viti (Campobasso) |

|                          |           |                              |
| Bisso 54’ Marietti 90+3’ | Marcatori | 41’ Scantamburlo 50’ Lazzaro |

| Olbia 24 gennaio 2010 21ª giornata | Olbia               | 0 – 0 | Legnano | Stadio Bruno Nespoli\| Arbitro: \| Soricaro (Barletta) \| |
| Arbitro:                           | Soricaro (Barletta) |       |         |                                                           |

| Arbitro: | Operato (Isernia) |

|               |           |  |
| D'Onofrio 76’ | Marcatori |  |

| Arbitro: | Merlino (Udine) |

|            |           |                |
| Furlan 39’ | Marcatori | 62’ Pontarollo |

| Arbitro: | Di Ciommo (Venosa) |

|                            |           |                     |
| Kiem 55’, 68’ Albanese 72’ | Marcatori | 45’ Gaeta 59’ Bisso |

| Arbitro: | Mangialardi (Pistoia) |

|                         |           |               |
| Gaeta 26’ Capellupo 53’ | Marcatori | 77’ Ottonello |

| Arbitro: | Ferraioli (Nocera Inferiore) |

|                   |           |                 |
| De Vincenziis 82’ | Marcatori | 87’ Monticciolo |

| Arbitro: | Irrati (Pistoia) |

|  |           |           |
|  | Marcatori | 15’ Cocco |

| Valenza 28 marzo 2010 28ª giornata | Valenzana            | 0 – 0 | Legnano | Stadio di Valenza\| Arbitro: \| Quartarone (Messina) \| |
| Arbitro:                           | Quartarone (Messina) |       |         |                                                         |

| Arbitro: | De Meo (Foggia) |

|                            |           |                |
| Bisso 17’ Leto Colombo 25’ | Marcatori | 86’ Agostinone |

| Arbitro: | Bergher (Rovigo) |

|                |           |            |
| La Cagnina 74’ | Marcatori | 89’ Cilona |

| Arbitro: | Vallorani (San Benedetto del Tronto) |

|                         |           |  |
| Gaeta 38’ D'Onofrio 44’ | Marcatori |  |

| Arbitro: | Ripa (Nocera Inferiore) |

|  |           |                            |
|  | Marcatori | 18’ Pontarollo 90+2’ Bisso |

| Arbitro: | Fiamingo (Pisa) |

|                       |           |  |
| Gaeta 60’, 65’ (rig.) | Marcatori |  |

| Arbitro: | Bolano (Livorno) |

|                   |           |                                                              |
| Bonomi 56’ (rig.) | Marcatori | 20’, 22’ Gaeta 46’ Cilona 80’ D'Onofrio 90+2’ (rig.) Lamenza |

#### Play-off

##### Semifinali
| Arbitro: | Borriello (Mantova) |

|               |           |                |
| Quarenghi 58’ | Marcatori | 16’, 56’ Gaeta |

| Como 30 maggio 2010 Ritorno | Legnano             | 0 – 0 | Feralpisalò | Stadio Giuseppe Sinigaglia\| Arbitro: \| Bietolini (Firenze) \| |
| Arbitro:                    | Bietolini (Firenze) |       |             |                                                                 |

##### Finali
| Arbitro: | Merchiori (Ferrara) |

|                                        |           |              |
| D'Onofrio 79’ Monticciolo 90+3’ (rig.) | Marcatori | 56’ Cesarini |

| Arbitro: | Bagalini (Fermo) |

|                          |           |  |
| Cesarini 69’ (rig.), 79’ | Marcatori |  |

### Coppa Italia Lega Pro (girone B)
| Arbitro: | Barbeno (Brescia) |

|                  |           |                                           |
| Leto Colombo 28’ | Marcatori | 55’ D'Amico 62’ Carbone 88’ De Vincenziis |

| Arbitro: | M. Russo (Milano) |

|           |           |                         |
| Ciano 76’ | Marcatori | 62’ D'Onofrio 67’ Bisso |

| Arbitro: | Vivenzi (Brescia) |

|          |           |              |
| Comi 68’ | Marcatori | 75’ Fumarolo |

| 19 agosto 2009 4ª giornata |  | – Turno di riposo Legnano |  |  |

| Rodengo-Saiano 26 agosto 2009 5ª giornata                                     | Rodengo Saiano | 3 – 1          | Legnano | Stadio Comunale |
| \| \| \| \| \| Sinato 15’, 46’ Sandrini 70’ \| Marcatori \| 83’ Minincleri \| |                |                |         |                 |
|                                                                               |                |                |         |                 |
| Sinato 15’, 46’ Sandrini 70’                                                  | Marcatori      | 83’ Minincleri |         |                 |

## Statistiche

### Statistiche di squadra
| Competizione               | Punti | Totale | Totale | Totale | Totale | Totale | Totale | DR  |
| Competizione               | Punti | G      | V      | N      | P      | Gf     | Gs     | DR  |
| -------------------------- | ----- | ------ | ------ | ------ | ------ | ------ | ------ | --- |
| Lega Pro Seconda Divisione | 57    | 34     | 16     | 11     | 7      | 49     | 31     | +18 |
| Coppa Italia Lega Pro      | 4     | 4      | 1      | 1      | 2      | 5      | 8      | -3  |

### Statistiche dei giocatori
| Giocatore          | Lega Pro Seconda Divisione | Lega Pro Seconda Divisione |
| Giocatore          | Presenze                   | Reti                       |
| ------------------ | -------------------------- | -------------------------- |
| F. Arioli          | 11                         | 2                          |
| D. Bianchi         | 5                          | 0                          |
| N. Bisso           | 31                         | 10                         |
| S. Capellupo       | 31                         | 1                          |
| M. Cilona          | 24                         | 3                          |
| A. Comi            | 7                          | 0                          |
| S. Dell'Acqua      | 16                         | 0                          |
| D. D'Onofrio       | 28                         | 6                          |
| S. Fioroni         | 5                          | 0                          |
| C. Furlan          | 34                         | 0                          |
| A. Gaeta           | 25                         | 12                         |
| A. Lamenza         | 13                         | 1                          |
| M. Leto Colombo    | 30                         | 4                          |
| P. Maglio          | 8                          | 0                          |
| A. Marchetti       | 28                         | 2                          |
| L. Marietti        | 33                         | 1                          |
| A. Merlin          | 4                          | 0                          |
| S. Minincleri      | 11                         | 0                          |
| A. Monticciolo     | 15                         | 1                          |
| A. Pontarollo      | 15                         | 2                          |
| L. Redaelli        | 1                          | 0                          |
| G. Rodrigues       | 18                         | 2                          |
| D. Silva Fernandes | 29                         | 0                          |
| R. Simone          | 4                          | 0                          |
| S. Suciu           | 16                         | 1                          |
| F. Zaccanti        | 30                         | 0                          |
| G. Zaninetti       | 1                          | 0                          |